# 泰勒冰原島峰 (葛拉漢地)
63°15′S 55°33′W / 63.250°S 55.550°W
泰勒冰原島峰（英語：Taylor Nunataks）是南極洲的冰原島峰，位於葛拉漢地的茹安維爾島東部，處於基爾梅斯山東南部，海拔高度分別是650米和660米，現時由南極條約體系管理。